# Надистути-сукта
«Надистути-сукта» (санскр. नदिस्तुति सुक्त, «гимн о прославлении рек») — обозначение гимна в десятой мандале «Ригведы» (РВ X, 75). Автором считается Синдхукшит («живущий на Синдху») из семьи Приямедха. Гимн написан размером джагати.
Этот гимн является очень важным источником для изучения географии ведийской цивилизации. Основная тема его — это прославление Синдху (Инда) и его притоков. Поэтому географическое направление гимна определяют как северо-западное, но также упомянуты Ганг (единственное упоминание в «Ригведе») и Ямуна, которые лежат на востоке.
В РВ X, 75, 5 риши перечисляет десять рек, начиная с Ганги:
1. Ганга
2. Ямуна
3. Сарасвати
4. Шутудри
5. Парушни
6. Марудвридха
7. Асикни
8. Витаста
9. Арджикия
10. Сушома

На IAST:
imam me gaṅge yamune sarasvati śutudri stomaṃ sacatā paruṣṇy ā
asiknyā marudvṛdhe vitastayārjīkīye śṛṇuhy ā suṣomayā
Буквальный перевод Т. Я. Елизаренковой:
Примите эту мою хвалу, о Ганга, Ямуна, Сарасвати, Шутудри, Парушни!
О Марудвридха с Асикни, с Витастой, о Арджикия с Сушомой, слушай(те)!
В РВ X, 75, 6 добавлены северо-западные реки:
1. Триштама
2. Сусарту
3. Раса
4. Шветья
5. Синдху
6. Кубха
7. Гомати
8. Мехатну
9. Круму

На IAST:
tṛṣṭāmayā prathamaṃ yātave sajūH susartvā rasayā śvetyā tyā
tvaṃ sindho kubhayā gomatīṃ krumum mehatnvā sarathaṃ yābhir īyase
Буквальный перевод Т. Я. Елизаренковой:
Соединяясь для бега сначала с Триштамой, (затем) с Сусарту, Расой (и) этой Шветьей,
Ты, Синдху, с Кубхой (направляешься) к Гомати, с Мехатну — к Круму, с которыми ты мчишься на одной колеснице.
Список рек в этом гимне нельзя смешивать с Сапта Синдху, «Семь рек» неопределённой идентификации в более ранних частях «Ригведы».